# اردبیلک
اردبیلک روستایی از توابع بخش مرکزی شهرستان قزوین در استان قزوین ایران است که در فاصله ۶ کیلومتری شمال شهر قزوین بر روی یک تپه واقع شده است. با توجه به آثار باستانی موجود در این روستا، از قبیل قبرها و آثار تمدن که هم‌اکنون تبدیل به تپه‌های باستانی شده‌اند، قدمت سکونت در آن به دوران باستان (ساسانی و قبل از آن) برمی گردد. سکونت گاه‌های باستانی اردبیلک (ساسانی)، شامل «کَشنین» بالا و «کَشنین» پایین، و سکونت گاهی در قسمت شرقی روستا است که در سده‌های اخیر تخریب شده و هم‌اکنون بخشی از باغات سنتی روستا را تشکیل می‌دهد. سکونت گاه دوران اسلامی آن همین مکان فعلی روستا است که با توجه به آثار باقی مانده از دوره‌های قبل، یک دوره تخریب شده و مجدداً خانه‌های فعلی بر روی برخی از آن‌ها بنا شده‌اند.
اردبیلک دارای سه قنات باستانی بوده که دو رشته آن بر اثر بی‌توجهی افراد از بین رفته ولی یکی از آن‌ها در فاصله تقریبی یک کیلومتری شمال روستا باقی مانده است، قناتی است که زمان حفر آن مشخص نیست و به «سر چاه‌ها» موسوم است؛ کف قنات از رسوبات ماسه‌ای انباشته شده و در بعضی قسمت‌ها به یک متر یا بیشتر می‌رسد؛ در سال ۱۳۹۷ شورای اسلامی روستا اقدام به جمع‌آوری همیاری اهالی روستا برای احیا و لایروبی قنات کرده است.
اردبیلک دارای مناظر طبیعی صخره ای زیبایی است. صخره دو برادران، تشکیل شده از دو صخره مخروطی شکل به ارتفاع بین ۱۵ الی ۲۰ متر، جلوه زیبایی از قدرت خداوند را به تصویر کشیده است؛ همچنین صخره‌های جنوب روستا که در فاصله یک کیلومتری روستا قرار دارند.
محصولات عمده اردبیلک از قبیل بادام، انگور، گردو و انواع میوه جات و حبوبات است.
این روستای کوهپایه‌ای در زمستان دارای آب و هوایی سرد، بهار و پاییزی معتدل و تابستان آن نسبتاً خنک و معتدل است.
رودخانه شرقی اردبیلک از چشمه‌های ارتفاعات کوه‌های روستای الولک سرچشمه گرفته و با سیراب کردن باغات مجاور خود در اراضی اردبیلک به سمت قزوین حرکت کرده و در شهر قزوین، موسوم به رودخانه بازار وارد باغات سنتی قزوین می‌شود.

## جمعیت
این روستا در دهستان اقبال غربی قرار دارد و براساس سرشماری مرکز آمار ایران در سال ۱۳۸۵، جمعیت آن ۸۰۱ نفر (۲۳۱خانوار) بوده است.

## زبان
مردم اردبیلک تات بوده و به زبان تاتی صحبت می‌کنند.